# Fryderyk Wilhelm ze Szlezwika-Holsztynu-Sonderburga-Glücksburga
Fryderyk Wilhelm Paweł Leopold ze Szlezwika-Holsztynu-Glücksburga (ur. 4 stycznia 1785, zm. 17 lutego 1831) – książę Szlezwika-Holsztynu-Sonderburga-Glücksburga, generał-major i szef duńskiego Regimentu Piechoty Oldenburskiej.
Syn Fryderyka Karola Schleswig-Holstein-Sonderburg-Beck i jego żony Fryderyki.
Poślubił Luizę Karolinę Heską. Mieli dziesięcioro dzieci:
- Luiza Maria Fryderyka (1810–1869)
- Fryderyka Karolina Juliana (1811–1902)
- Karol (1813–1878)
- Fryderyk (1814–1885)
- Wilhelm (1816–1893)
- Chrystian (1818–1906) – król Danii w latach 1863–1906, założyciel dynastii Glücksburg
- Luiza (1820–1894)
- Juliusz (1824–1903)
- Jan (1825–1911)
- Mikołaj (1828–1849)

## Odznaczenia
- Order Słonia (19 grudnia 1811, Dania)
- Krzyż Wielki Orderu Danebroga (15 stycznia 1811, Dania)
- Krzyż Srebrny Orderu Danebroga (19 grudnia 1811, Dania)
- Komandor Orderu Legii Honorowej (Francja)
- Krzyż Wielki Orderu Lwa Złotego (Hesja)